# Mandarin Oriental (Las Vegas)
El Mandarin Oriental, localizado en el CityCenter en Las Vegas, Nevada, forma parte del Mandarin Oriental Hotel Group. Las Residences at Mandarin Oriental tiene aproximadamente 225 condominios situados en los últimos pisos de la torre hotel de 392 habitaciones, con un club y lobby privado. El estacionamiento en esta es proveído por una torre de 8 pisos localizado al sur del Madarin Oriental Hotel y un estacionamiento subterráneo debajo de un centro comercial. Las residencias en el Mandarin Oriental fueron hechos públicos para su venta en febrero del 2007. Más del 90 por ciento de las residencias se vendieron en menos de 14 días, generando más de 600 millones de dólares en ventas.

## Historia
El hotel fue diseñado por KPF Architects, con interiores mixtos residenciales por la firmas de Kay Lang & Associates, y Paige & Steele Interior Architects. Los condominios residenciales tendrán un diseño oriental. El hotel recibió el premio de LEED Gold el 20 de noviembre de 2009.
El Mandarin Oriental Las Vegas abrió el 5 de diciembre de 2009.

## Galería

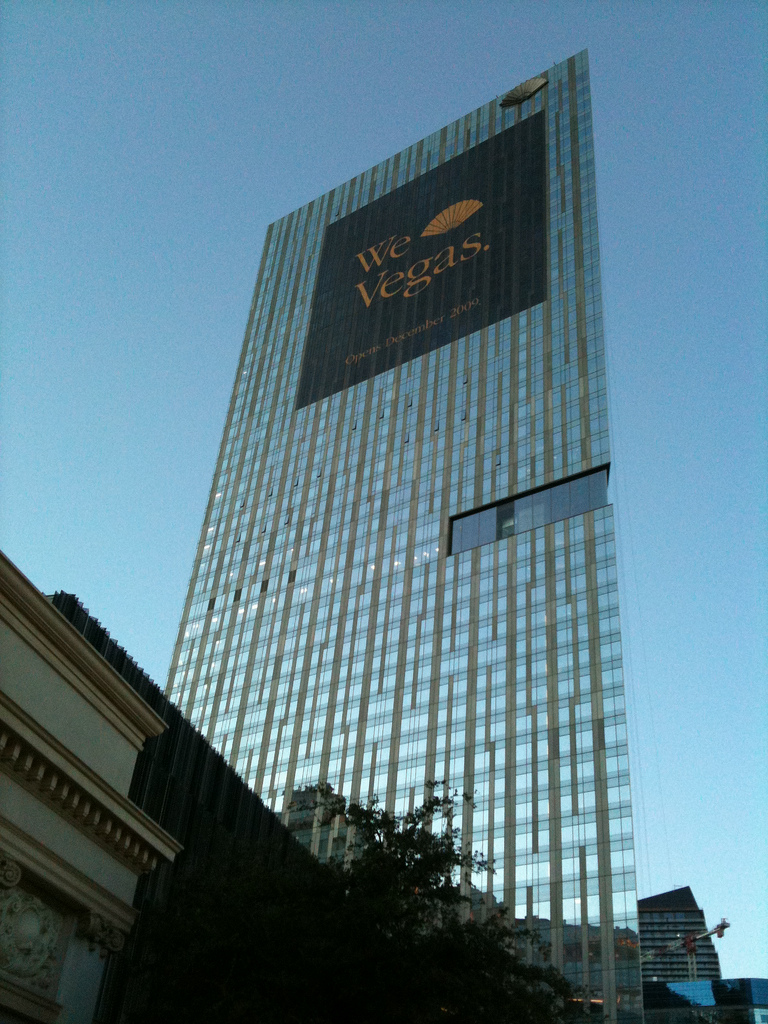
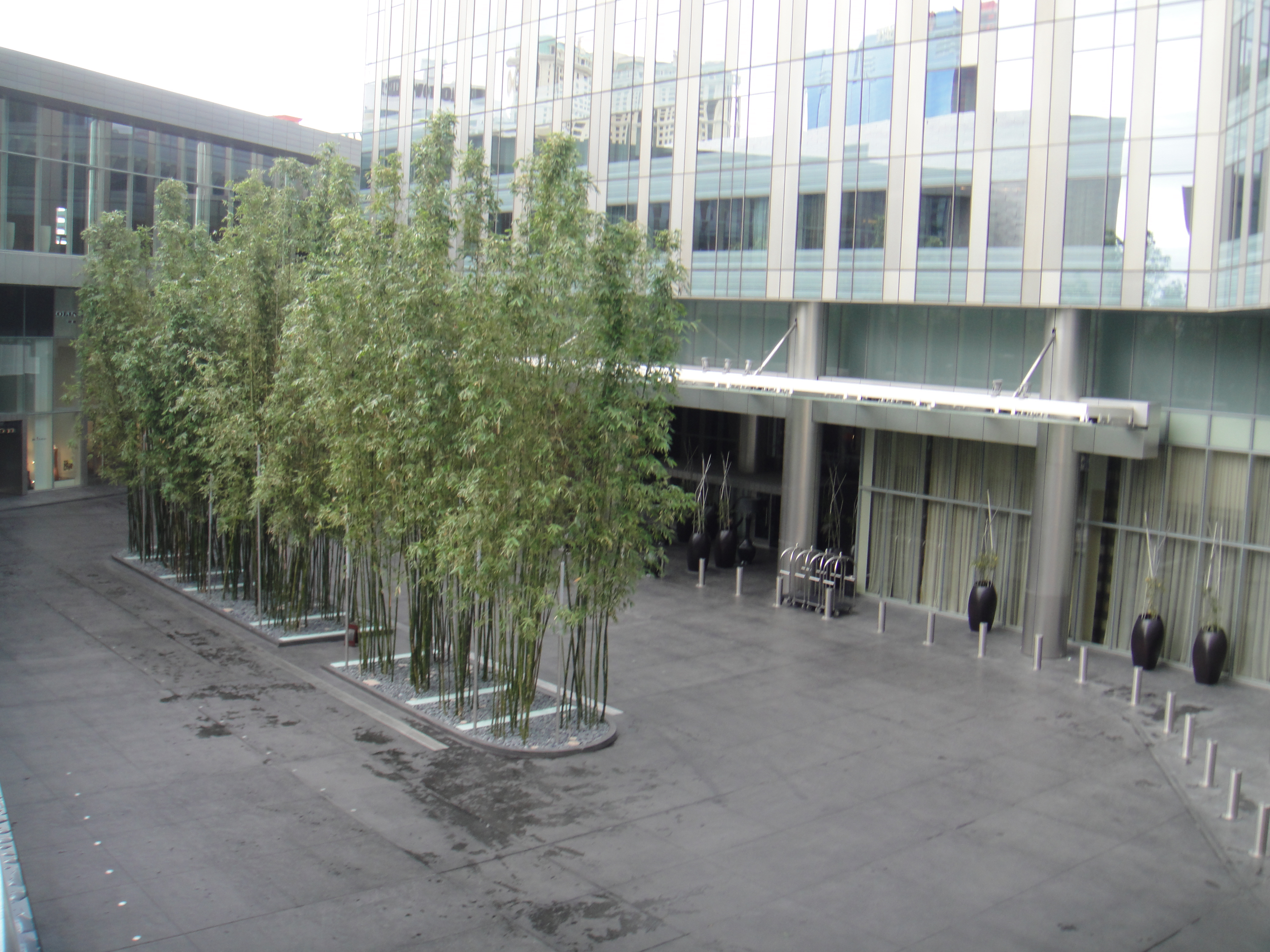
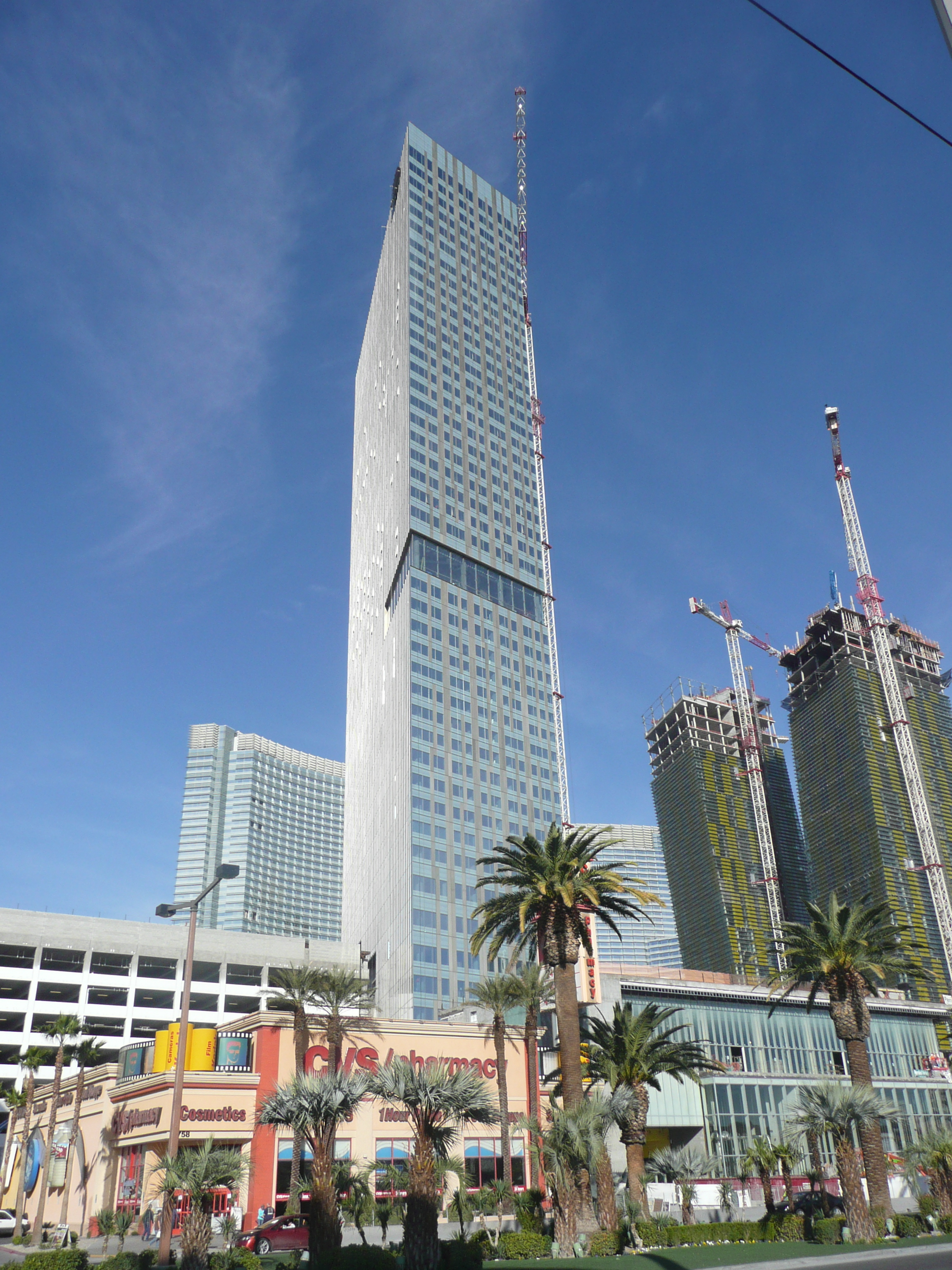
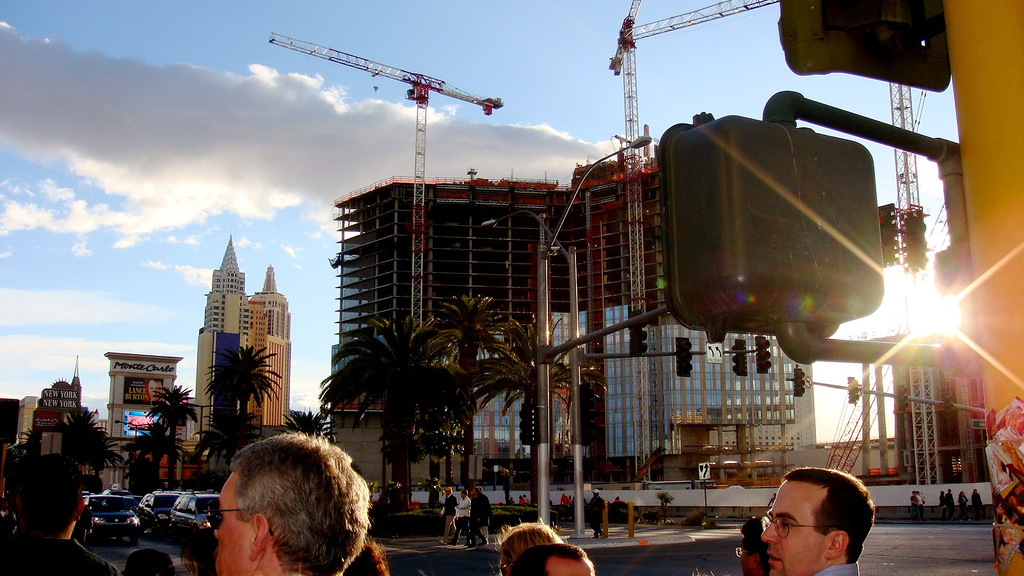
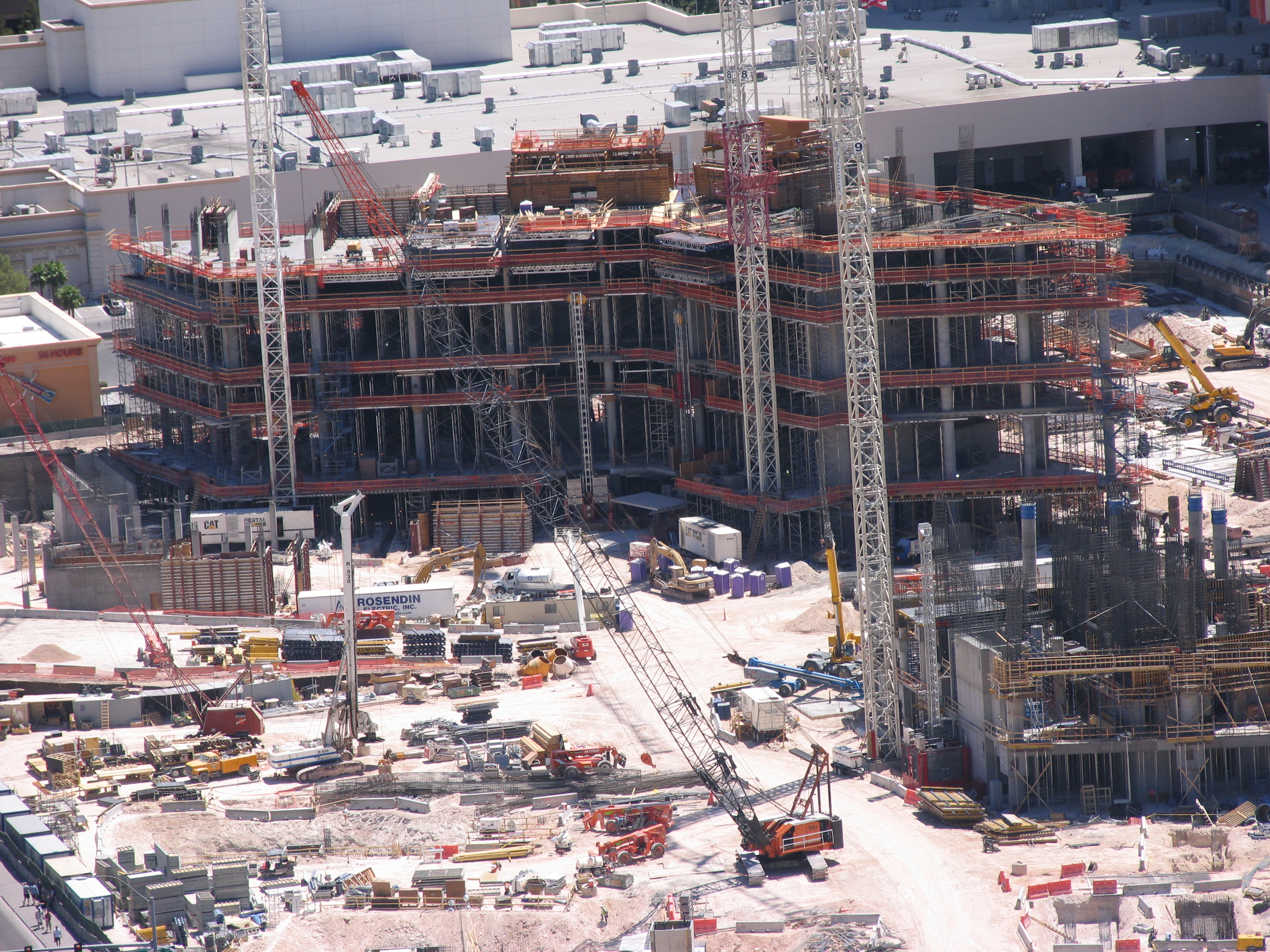